# Rhodesiella nigrifrons
Rhodesiella nigrifrons är en tvåvingeart som först beskrevs av Malloch 1931.  Rhodesiella nigrifrons ingår i släktet Rhodesiella och familjen fritflugor. Inga underarter finns listade i Catalogue of Life.